# Jan II. Bretaňský
Jan II. Bretaňský (francouzsky Jean II de Bretagne, 3./4. ledna 1239? – 18. listopadu 1305, Lyon) vládl od roku 1268 až do své smrti jako bretaňský vévoda, a také jako hrabě z Richmondu v Anglii. Zúčastnil se dvou křížových výprav a byl zapojen do konfliktů mezi anglickým a francouzským králem. Byl rozdrcen kamením při nehodě během oslav papežovy korunovace.

## Rodina a křížové výpravy
Jan byl nejstarším synem Jana I. Bretaňského a Blanky Navarrské. Dne 22. ledna 1260 se oženil s Beatrix, dcerou krále Jindřicha III. Anglického. Jan si byl velmi blízký se svým švagrem, budoucím anglickým králem Eduardem I. V roce 1271 ho doprovázel na Deváté křížové výpravě, kde se setkal se svým otcem a francouzským králem Ludvíkem IX. Ludvík v Tunisu zemřel a Janův otec se vrátil do Bretaně. Jan následoval Eduarda do Palestiny. Křížová výprava skončila následujícího roku, aniž by dosáhli výrazných úspěchů. V roce 1285 se Jan zúčastnil Aragonské křížové výpravy na straně krále Filipa III. Francouzského.

## Vláda
Po otcově smrti 8. října 1286, Jan nastoupil na bretaňský trůn, zdědil také hrabství Richmond v Anglii. Jeho syn Jan řídil Guyenne ve jménu svého strýce, krále Eduarda, v květnu 1294 se francouzský král Filip IV. rozhodl mu Guyenne zabavit. Jan svému švagrovi v tomto konfliktu pomáhal, utrpěl však jen samé porážky. Když se však v roce 1296 anglická armáda snažila vybavit tím, že vydrancovala bretaňský klášter Saint-Mathieu de Fine-Terre, rozhodl se Jan Eduarda opustit. Na to ho Eduard zbavil richmondského hrabství. Jan se chtěl spojit s Francouzi, což zajistil sňatkem svého vnuka se sestřenicí krále Filipa, Isabelou z Valois. Filip ho pak v roce 1297 ve Francii povýšil mezi pairy.

## Poslední roky a smrt
V letech 1294 až 1304 Jan pomáhal francouzskému králi v tažení proti Vítovi Flanderskému, účastnil se rozhodující bitvy u Mons-en-Pévèle. Potom, co král Filip v roce 1305 zvítězil, Jan odcestoval do Lyonu, na korunovaci papeže Klementa V. Během oslav vedl papežova koně davem. Na hradbách bylo tolik lidí, že se kus hradeb odlomil a Jana zavalil. Zemřel o čtyři dny později, 18. listopadu. Jeho tělo bylo uloženo do olověné rakve a sesláno po Loiře. Pohřben byl 16. prosince v karmelitánském klášteře, který sám v Ploërmelu založil. Roku 1790 byl jeho náhrobek poničen a znovu obnoven byl díky městské radě v 19. století. Nyní je v místním kostele svatého Armagila.